# Heinkel HE 12
Die Heinkel HE 12 war ein 1929 im Deutschen Reich in einem Exemplar gebautes Katapultflugzeug mit Schwimmern. Sie war speziell zur Verwendung auf dem Schnelldampfer Bremen vorgesehen, von dem sie mit einem Katapult auf dem Atlantik gestartet werden konnte, um Post vom Schiff frühzeitig an Land zu bringen. Das Kürzel „HE“ steht dabei für „Heinkel Eindecker“ und ist nicht zu verwechseln mit der 1932 vom RLM zugewiesenen „He“-Werkskennung.

## Geschichte
Der Norddeutsche Lloyd (NDL) hatte 1927 bereits ein Junkers-F-13-Schwimmerflugzeug auf dem Dampfer Lützow mitgeführt, um den Passagieren bei Hafenaufenthalten Rundflüge anbieten zu können. Die Leitung des NDL erkannte, dass ein Schwimmerflugzeug an Bord eines Schnelldampfers zusätzliche Verdienstmöglichkeiten eröffnete, da bei größeren Entfernungen vom Zielhafen dieser Transport die Post vom Schnelldampfer erheblich früher an Land bringen würde. Etwa zur gleichen Zeit hatte der Flugzeughersteller Heinkel ein erstes, mit Pressluft betriebenes Schiffskatapult getestet. Als die Versuche im Sommer 1928 erfolgreich abgeschlossen wurden, vergab das Reichsverkehrsministerium den Auftrag zur Entwicklung eines weiteren Katapultes samt dem dazugehörigen Flugzeug. Heinkel begann daraufhin die Arbeiten an der HE 12 und dem Katapult K 2 und der NDL plante auf seinen neuen Schnelldampfern Bremen und Europa Katapult und Flugzeug für den Posttransport ein. Da die Besatzung der Lützow Probleme mit der Wartung der F 13 gehabt hatte, erklärte sich die Lufthansa bereit, dem Projekt operative Unterstützung zu geben.
Die HE 12 mit der Werknummer 334 wurde nach ihrer Vollendung am 14. Juni 1929 in Warnemünde unter Anwesenheit von Mitarbeitern der DVL einer Leistungsprüfung unterzogen und absolvierte Ende des Monats in Bremerhaven mit dem Flugzeugführer Rolf Starke ihren ersten erfolgreichen Start vom Katapult der Bremen aus. Ein weiterer Start des inzwischen als D-1717 zugelassenen Flugzeugs wurde am 10. Juli ausgeführt, das anschließend vom NDL übernommen wurde. Als die Bremen 1929 zu ihrer Jungfernfahrt aufbrach, hatte sie die Heinkel HE 12 D-1717 an Bord.

## Einsätze
Am 22. Juli 1929 – 110 km vor New York – startete die HE 12 unter Jobst von Studnitz und Karl Kirchhoff erfolgreich von der Bremen. Am nächsten Tag taufte der Bürgermeister Jimmy Walker vor 3500 Schaulustigen die HE 12 auf den Namen seiner Stadt. Eigentlich sollte der Start 400 km vor New York erfolgen, aber die Schiffsleitung verzögerte den Start, da sie sich das Blaue Band sichern wollte und nicht durch eine etwaige Panne der Maschine aufgehalten werden wollte. Auf der Rückfahrt startete die jetzt „New York“ genannte Maschine am 1. August nahe Cherbourg und flog in 4,5 Stunden 940 km bis nach Bremerhaven, wo die Post umgeladen wurde und mit einer anderen Maschine noch am Nachmittag Berlin erreichte – 5½ Tage, nachdem sie New York verlassen hatte. Bis zum Ende der Saison führte die Maschine weitere sechs Flüge durch, von denen nur der nach New York am 9. September im Nebel scheiterte. Die HE 12 drehte um, fand den Schnelldampfer wieder und war nach 4 Stunden 21 Minuten wieder an Bord.
1930 führte die Maschine 18 Postvorausflüge zwischen dem 29. April und 28. September durch, 1931 ab dem 10. Mai weitere 15. Im Juli mussten allerdings fünf Flüge wegen eines Schadens ausfallen.

### Tödlicher Unfall
Am 5. Oktober 1931 startete die Heinkel HE 12 D-1717 bereits 2500 km vor New York. Es war ihr 39. Postvorausflug. Sie wollte zuerst Sydney (Nova Scotia) anfliegen, wie es auch schon die Maschine des Schwesterschiffes Europa im September gemacht hatte. Die Maschine wasserte nach 9,5 Stunden Flugzeit vor Glace Bay, flog dann aber nach kurzer Zeit weiter zum nur 25 km entfernten Sydney. In der vier Stunden währenden Pause soll der Funkermaschinist Wagenknecht dort fast ununterbrochen am Motor gearbeitet haben. Kurz nach Mitternacht startete die Maschine dann zum Weiterflug nach New York. Etwa 300 km südwestlich Sydney stürzte die Maschine über der Cobequid Bay ab. Die Maschine wurde am nächsten Tag bei Ebbe gefunden. Aus den Überresten wurde geschlossen, der Pilot Fritz Simon habe versucht, mit einem Motorschaden zu wassern, wobei er das Watt mit der Wasseroberfläche verwechselt. Die Leiche des Piloten wurde drei Tage später ebenfalls gefunden. Rudolf Wagenknechts Leiche konnte nicht gefunden werden.
Dies blieb der einzige schwere Unfall bis zum Ende der Katapultflüge von den Schnelldampfern im Jahre 1935. Nach dem Piloten Fritz Simon benannte die Lufthansa 1936 die Junkers Ju 52 WNr.5489 D-AQUI. Diese Maschine gehört heute nach einem wechselvollen Schicksal der Deutschen Lufthansa Berlin-Stiftung und war am 30. Oktober 2008 die letzte Maschine, die vom Flughafen Berlin-Tempelhof startete, bevor dieser offiziell geschlossen wurde.

### Europa und die neuen Flugzeuge
Die im folgenden Jahr in Dienst gekommene Europa erhielt ein stärkeres Katapult und ein ähnliches, aber etwas schwereres Schwimmerflugzeug, die Heinkel HE 58. Dieses Flugzeug (D-1919 Bremen) hatte einen breiteren Rumpf, in dem die Besatzung nebeneinander saß. Auch war der Motor teilweise verkleidet. Die Maschine kam 1932 auf der Bremen zum Einsatz, bis sie 1933 durch neue Bordflugzeuge vom Typ Junkers Ju 46 ersetzt wurde.

## Konstruktion
Die einzige Heinkel HE 12 war eine Weiterentwicklung der für militärische Zwecke konstruierten HE 9. Sie war ein konventionell verstrebter Tiefdecker. Das Tragwerk war in Holzbauweise mit Stoffbespannung ausgeführt, der Rumpf bestand aus einem mit Stoff bespannten geschweißten Stahlrohrgerüst. Die Rumpfoberseite bis hinter den zweiten Sitz war ebenso wie der Motorvorbau mit Leichtmetallblech beplankt. Pilot und Funker saßen hintereinander in offenen Cockpits und die Post befand sich in einem Frachtraum hinter ihnen.

## Technische Daten
| Kenngröße             | HE 12                                              | HE 58                                              |
| --------------------- | -------------------------------------------------- | -------------------------------------------------- |
| Besatzung             | 2 (Pilot und Funkmaschinist)                       | 2 (Pilot und Funkmaschinist)                       |
| Länge                 | 11,56 m                                            | 11,78 m                                            |
| Spannweite            | 16,80 m                                            | 17,20 m                                            |
| Höhe                  | 4,55 m                                             | 4,685 m                                            |
| Flügelfläche          | 48,46 m²                                           | 49,40 m²                                           |
| Flügelstreckung       | 5,8                                                | 6,0                                                |
| Leermasse             | 1580 kg                                            | 1850 kg                                            |
| Zuladung              | 1020 kg                                            | 1290 kg                                            |
| Nutzlast (Post)       | 160 kg                                             | 220 kg                                             |
| Startmasse            | 2600 kg                                            | 3140 kg                                            |
| Höchstgeschwindigkeit | 216 km/h                                           | 204 km/h                                           |
| Reisegeschwindigkeit  | 190 km/h                                           | 163 km/h                                           |
| Landegeschwindigkeit  | 95 km/h                                            | 93 km/h                                            |
| Steigzeit             | 3,2 min auf 1000 m Höhe 7,7 min auf 2000 m Höhe    | 5,1 min auf 1000 m Höhe 11,4 min auf 2000 m Höhe   |
| Reichweite            | ca. 1600 km                                        | ca. 1500 km                                        |
| Gipfelhöhe            | 4000 m                                             | 3800 m                                             |
| Triebwerk             | ein 9-Zylinder-Sternmotor Pratt & Whitney Hornet A | ein 9-Zylinder-Sternmotor Pratt & Whitney Hornet A |
| Leistung              | 500 PS (368 kW)                                    | 525 PS (386 kW)                                    |
| Kraftstoffvorrat      | 1170 l                                             | 1000 l                                             |